# Tachina barbata
Tachina barbata là một loài ruồi trong họ Tachinidae.